# 小林敏男 (歴史学者)
小林 敏男（こばやし としお、1944年 - ）は、日本史学者、大東文化大学名誉教授。
長野県長野市生まれ。1978年東京教育大学大学院文学研究科（日本史学）博士課程単位取得退学。1995年「古代王権と県・県主制の研究」で國學院大學より博士（歴史学）の学位を取得。大東文化大学文学部教授。2015年定年退任、名誉教授。古代史が専門。

## 著書
- 『古代女帝の時代』校倉書房 1987
- 『古代王権と県・県主制の研究』吉川弘文館 1994　オンデマンド版　2023年　ISBN　9784642722742
- 『古代天皇制の基礎的研究』校倉書房 歴史科学叢書 1994
- 『日本古代国家形成史考』校倉書房 2006
- 『日本古代国家の形成』吉川弘文館 2007　ISBN　9784642024617
- 『日本国号の歴史』吉川弘文館 歴史文化ライブラリー 2010　ISBN　9784642057035
- 『明治という時代 歴史・人・思潮』雄山閣 2014
- 『国体はどのように語られてきたか　歴史学としての「国体」論』勉誠出版 2019